# 中国—特立尼达和多巴哥关系
中國—千里達和多巴哥關係（英語：China–Trinidad and Tobago relations）是指中國與千里達和多巴哥的外交關係，兩國於1974年6月20日建交。中國於1975年4月在西班牙港設立了大使館，而千里達和多巴哥於2014年2月方在北京設立大使館。

## 高層交往
中國訪特多的有：國務院副總理耿飚（1978年）、全國人大常委會副委員長阿沛·阿旺晉美（1981年）、國務院秘書長羅幹（1992年）、全國人大常委會副委員長佈赫（1997年）、國務院副總理錢其琛（1998年）、全國政協主席李瑞環（2000年）、中央軍委副主席、國務委員兼國防部長遲浩田（2001年）、國務委員吳儀（2003年）、國家副主席曾慶紅（2005年）、中共中央政治局常委賀國強（2008年）、國務院副總理王岐山（2011年）、中央政治局委員、全國人大常委會副委員長王兆國（2012年）、中共中央總書記、國家主席習近平（2013年）、全國人大常委會副委員長陳昌智（2016年），全國政協副主席馬培華（2017年）、全國政協副主席劉奇葆（2019年）。
千里達和多巴哥訪華的有：總理威廉斯（1974年；1975年，工作訪問）、總理錢伯斯（1985年）、總統理查茲（2010年，非正式訪華）、眾議長馬克（2012年）、參議長哈梅爾—史密斯（2012年）、總理比塞薩爾（2014年）、外長杜克蘭（2015年，出席中拉論壇首屆部長級會議）、人民民族運動黨總書記福特（2015年，出席中拉政黨論壇首次會議），國家安全部長兼總理辦公室事務部長楊（2017年，出席“一帶一路”國際合作高峰論壇；2019年，出席第二屆“一帶一路”國際合作高峰論壇），貿易和工業部長戈皮—斯庫恩（2018年出席首屆中國國際進口博覽會）、外交和加共體事務部長摩西（2019年出席第二屆“一帶一路”國際合作高峰論壇）等。

## 經貿關係
特多承認中國完全市場經濟地位。2022年，中特多雙邊貿易額約13億美元，其中中國進口7.6億美元，出口5.4億美元，同比分別增長22.9%、19.4%、28.3%。中國主要出口鋼鐵製品、橡膠輪胎、空調、塑料製品和家具，進口甲醇、液化天然氣、鐵礦砂、天然瀝青和未煅燒石油焦。
2018年5月，中國和千里達和多巴哥兩國政府簽署共建“一帶一路”諒解備忘錄。

## 外部連結
- 中华人民共和国驻特立尼达和多巴哥共和国大使馆官方网站（简体中文）（英文）
  - 中华人民共和国驻特立尼达和多巴哥共和国大使馆经济商务处官方网站（简体中文）
- 特立尼达和多巴哥驻华大使馆官方网站（简体中文）（英文）